# Kirchenregion Lombardei

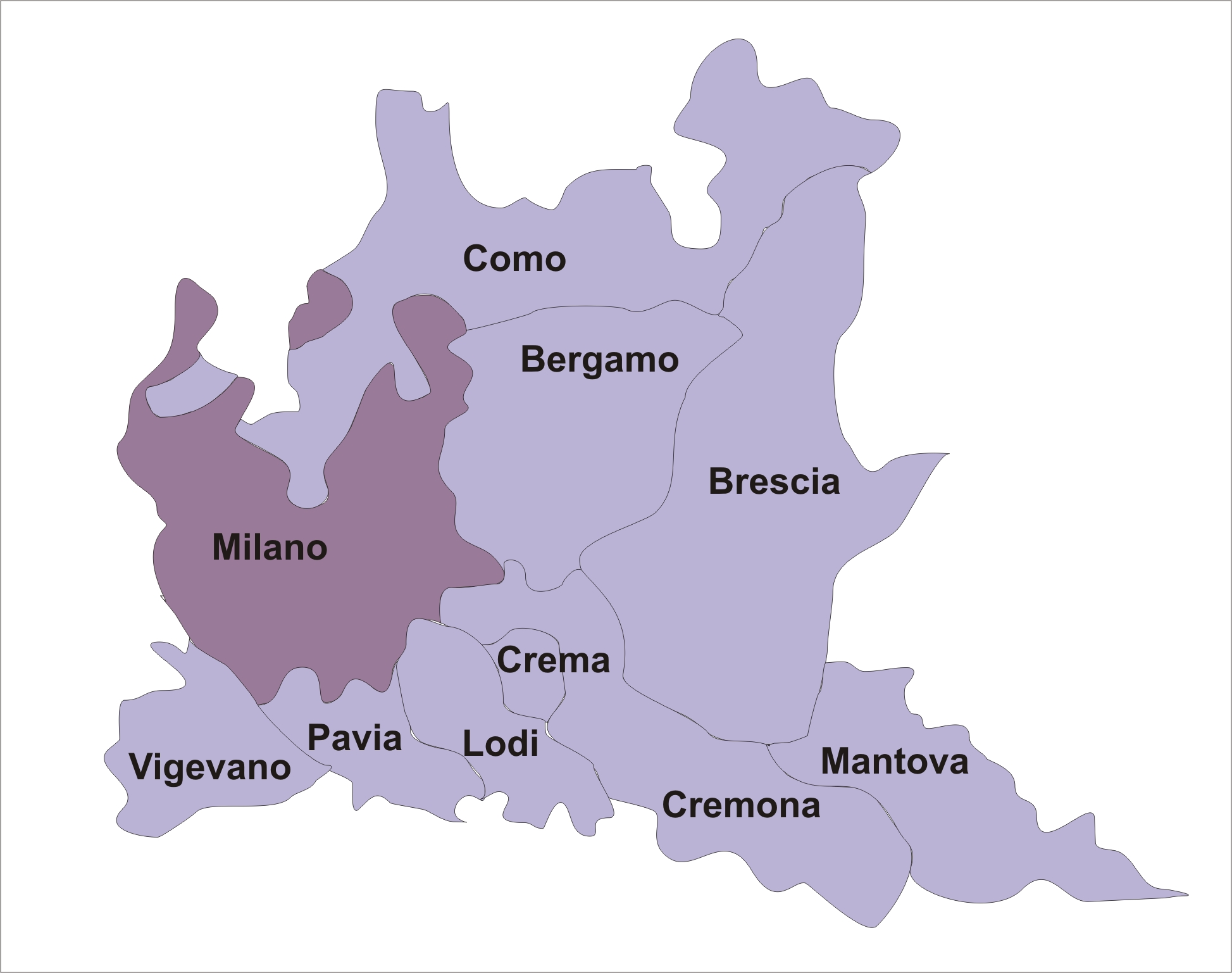
Karte der Kirchenregion

Die Kirchenregion Lombardei (italienisch Regione ecclesiastica Lombardia) ist eine der 16 Kirchenregionen der Römisch-Katholischen Kirche in Italien.
Territorial entspricht sie der italienischen Region Lombardei und umfasst zehn Diözesen.

## Kirchenprovinz Mailand
- Erzbistum Mailand

1. Bistum Bergamo
2. Bistum Brescia
3. Bistum Como
4. Bistum Crema
5. Bistum Cremona
6. Bistum Lodi
7. Bistum Mantua
8. Bistum Pavia
9. Bistum Vigevano

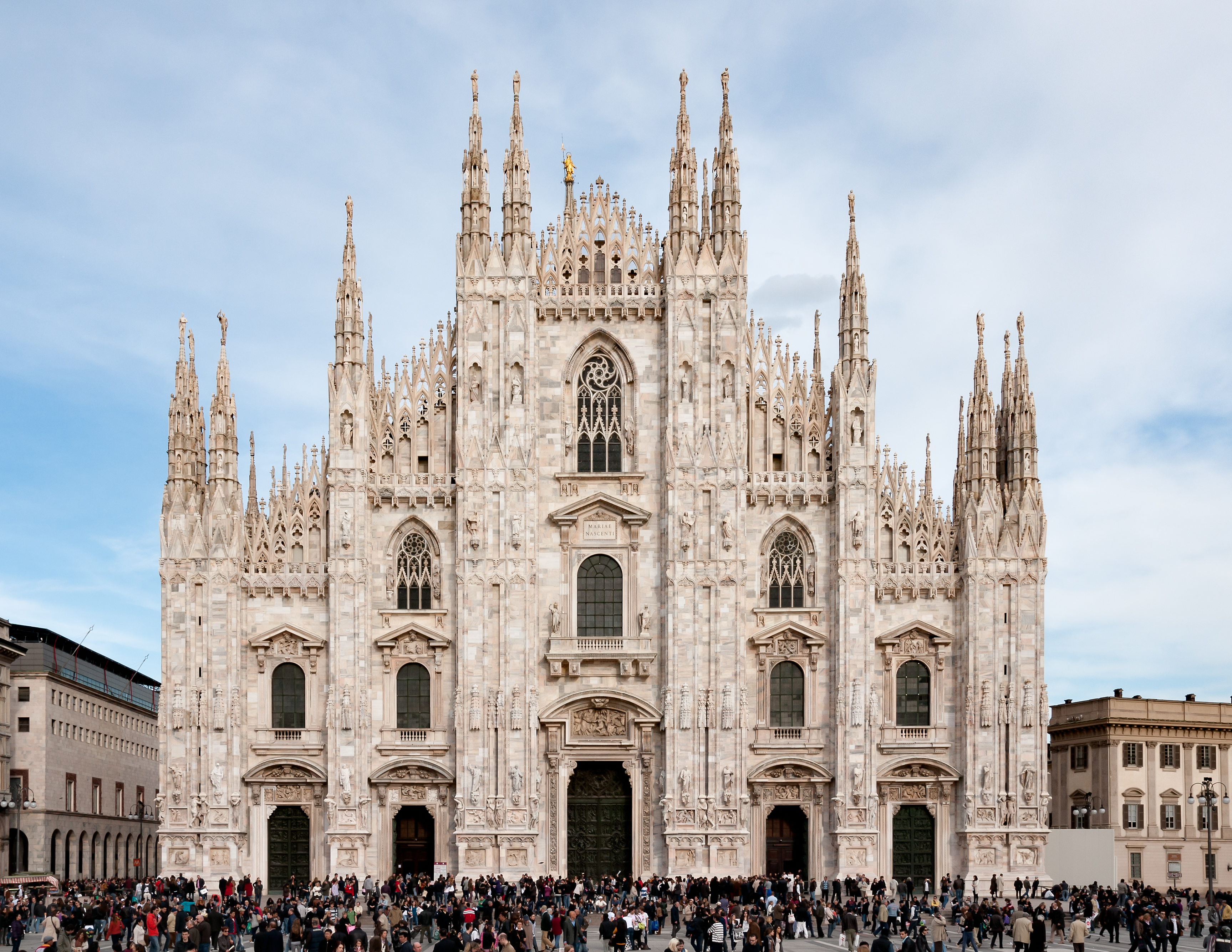
Der Dom in Mailand,
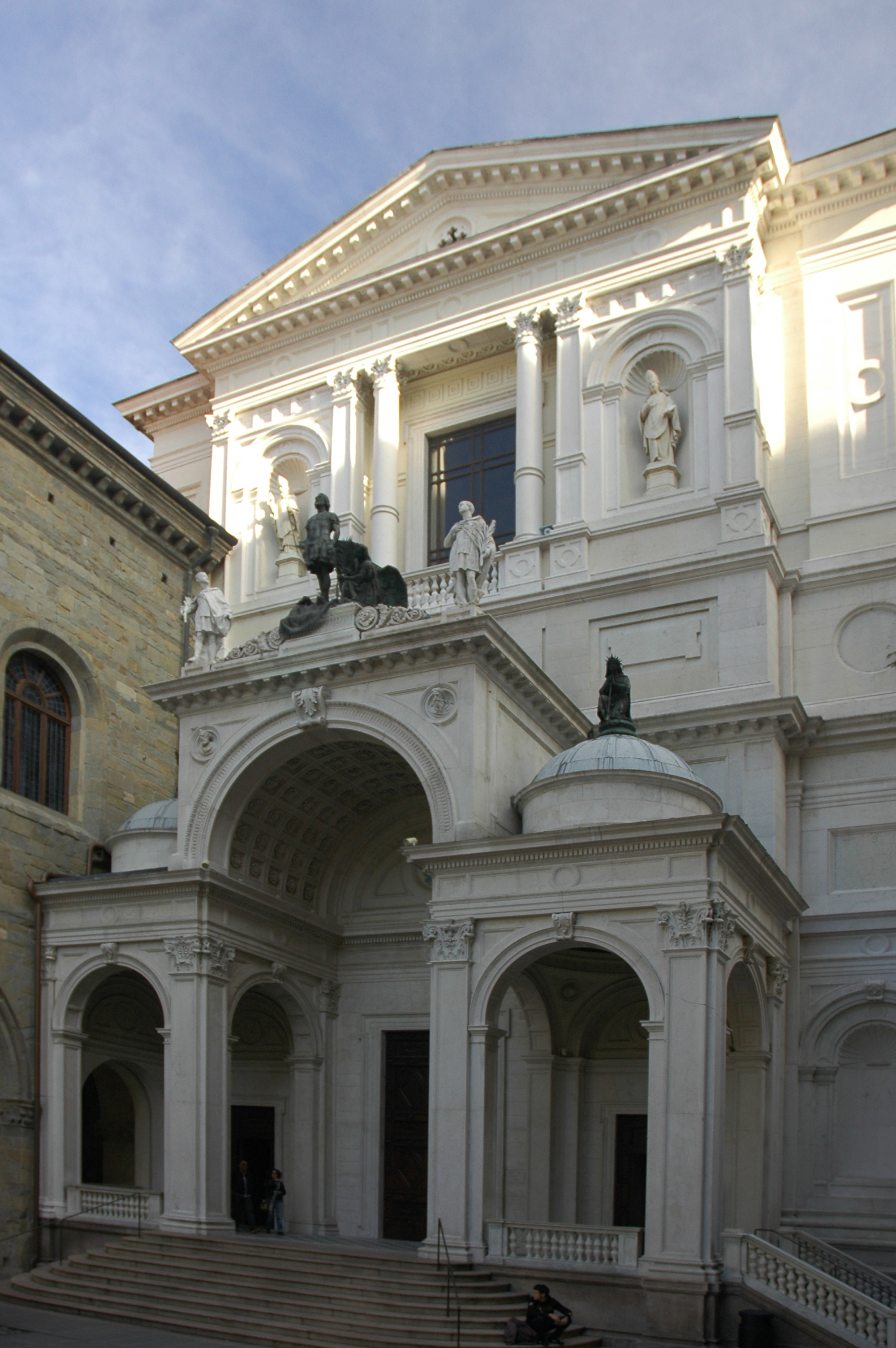
… Bergamo,
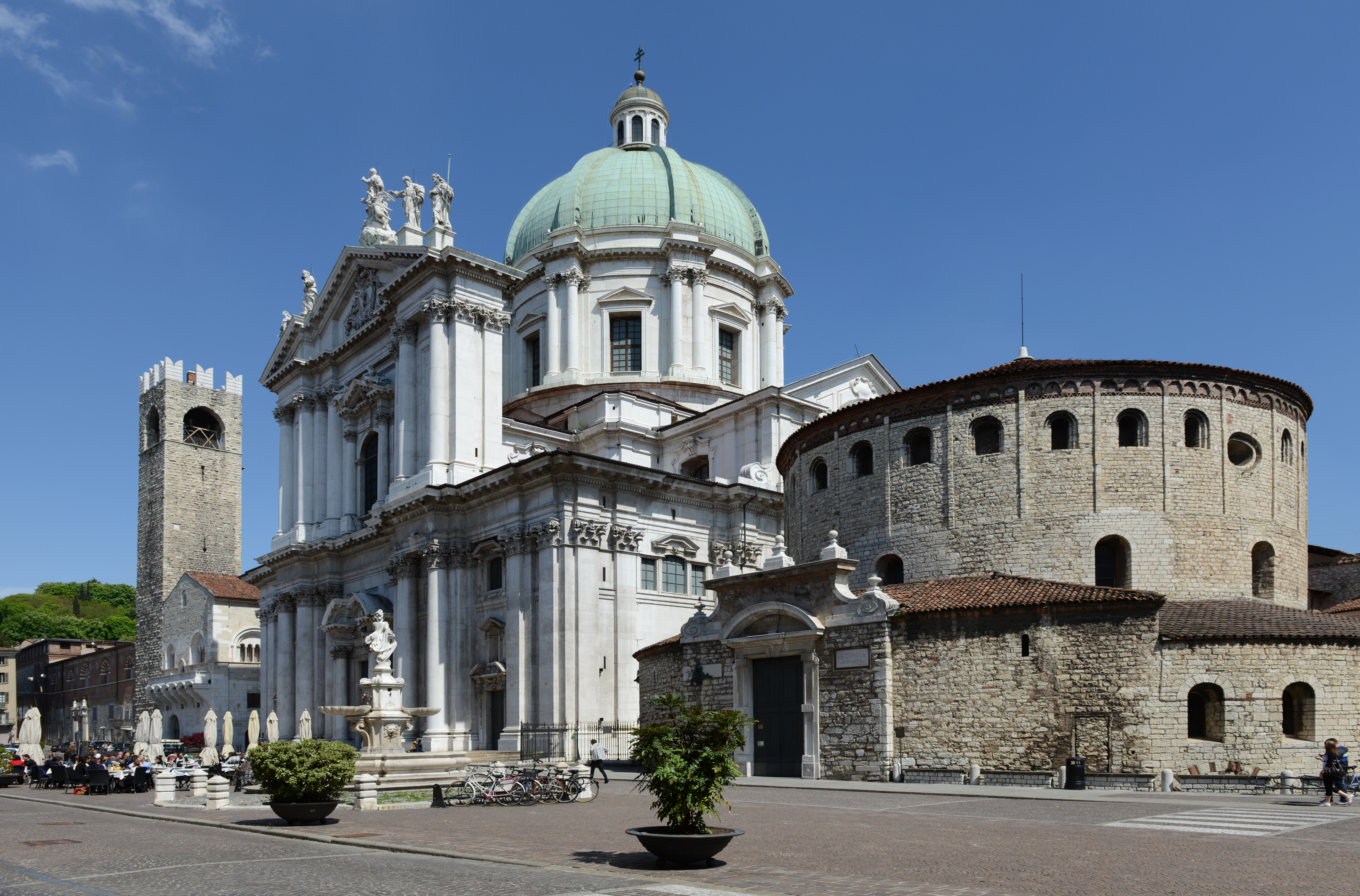
… Brescia,
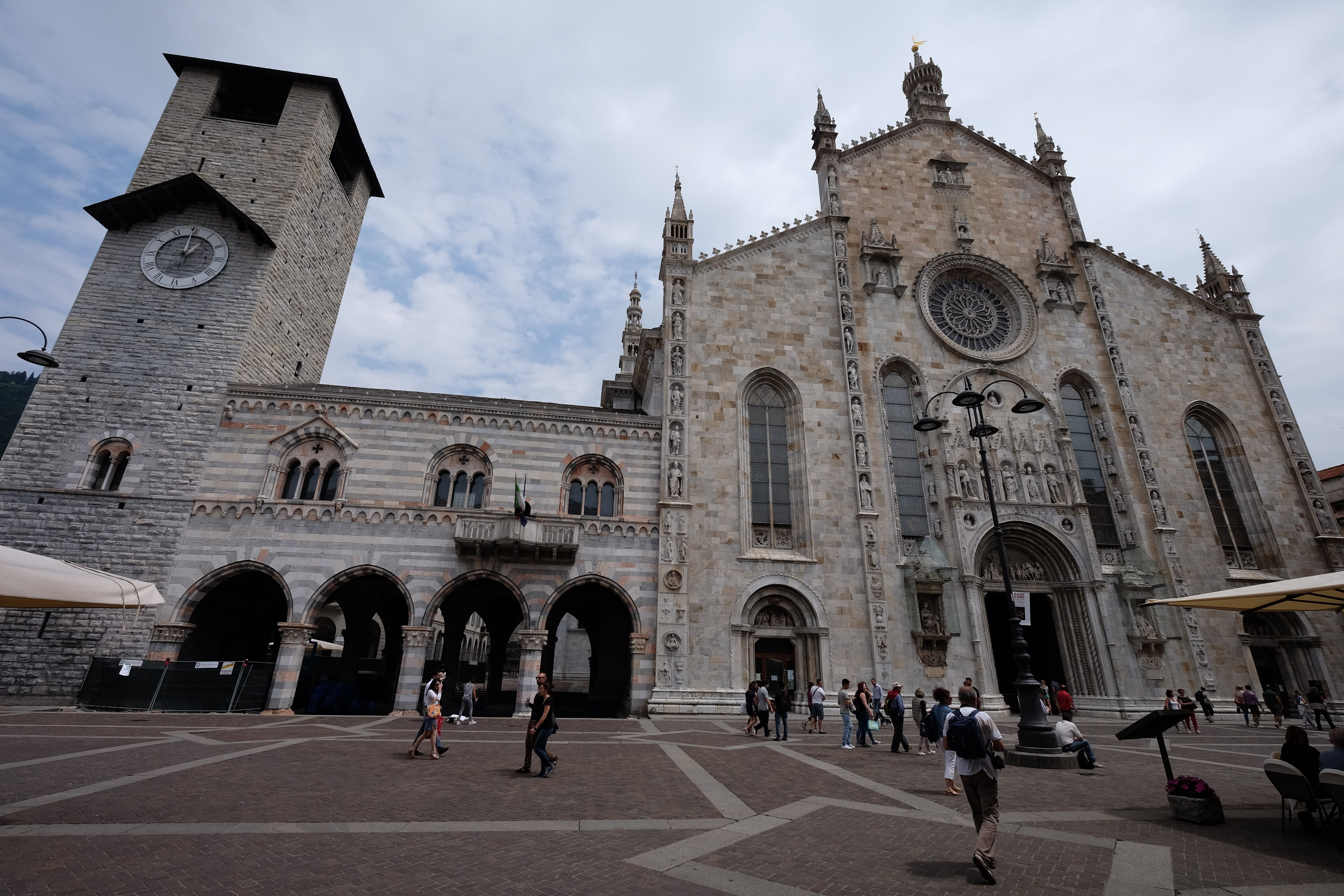
… Como,
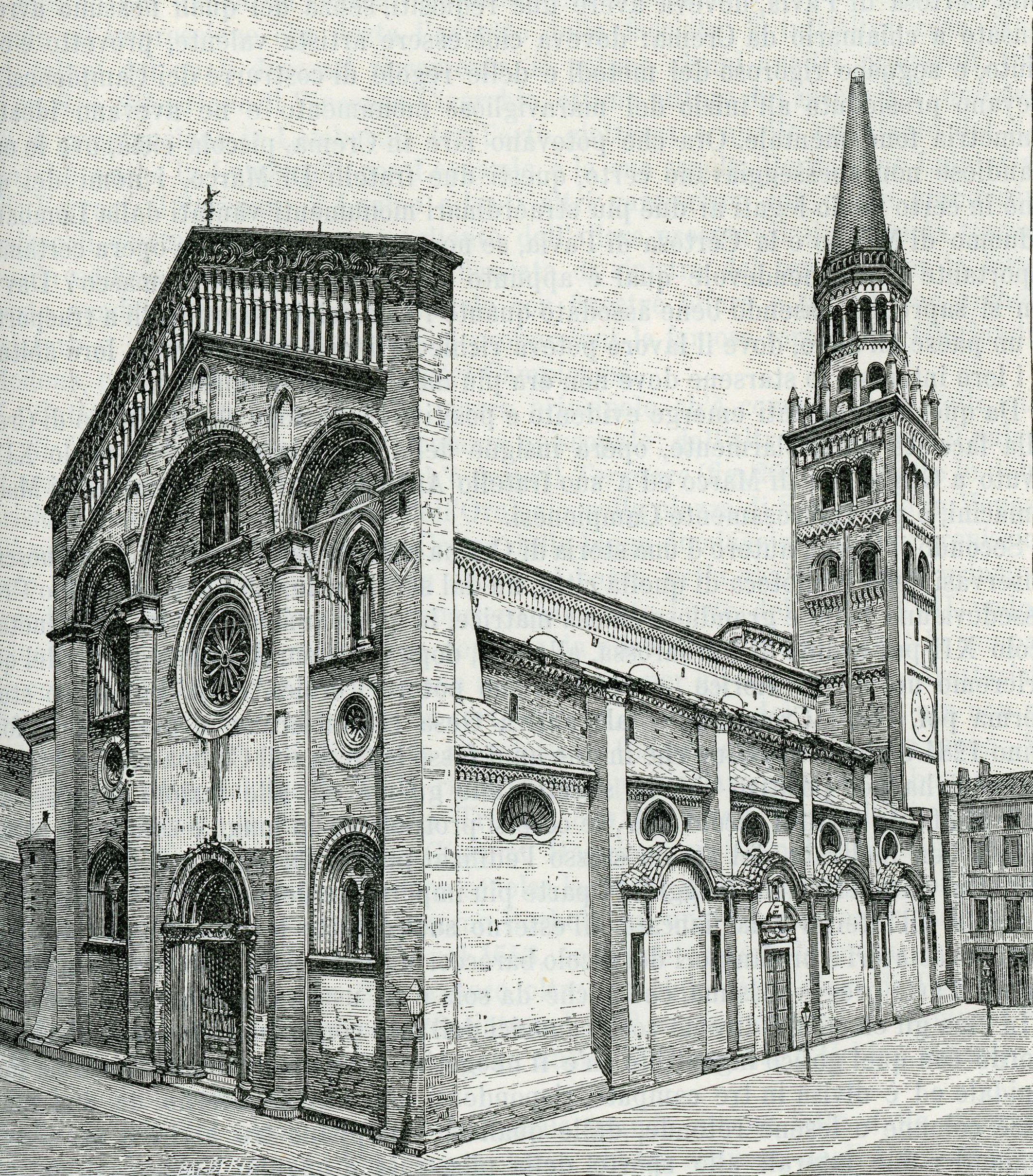
… Crema,
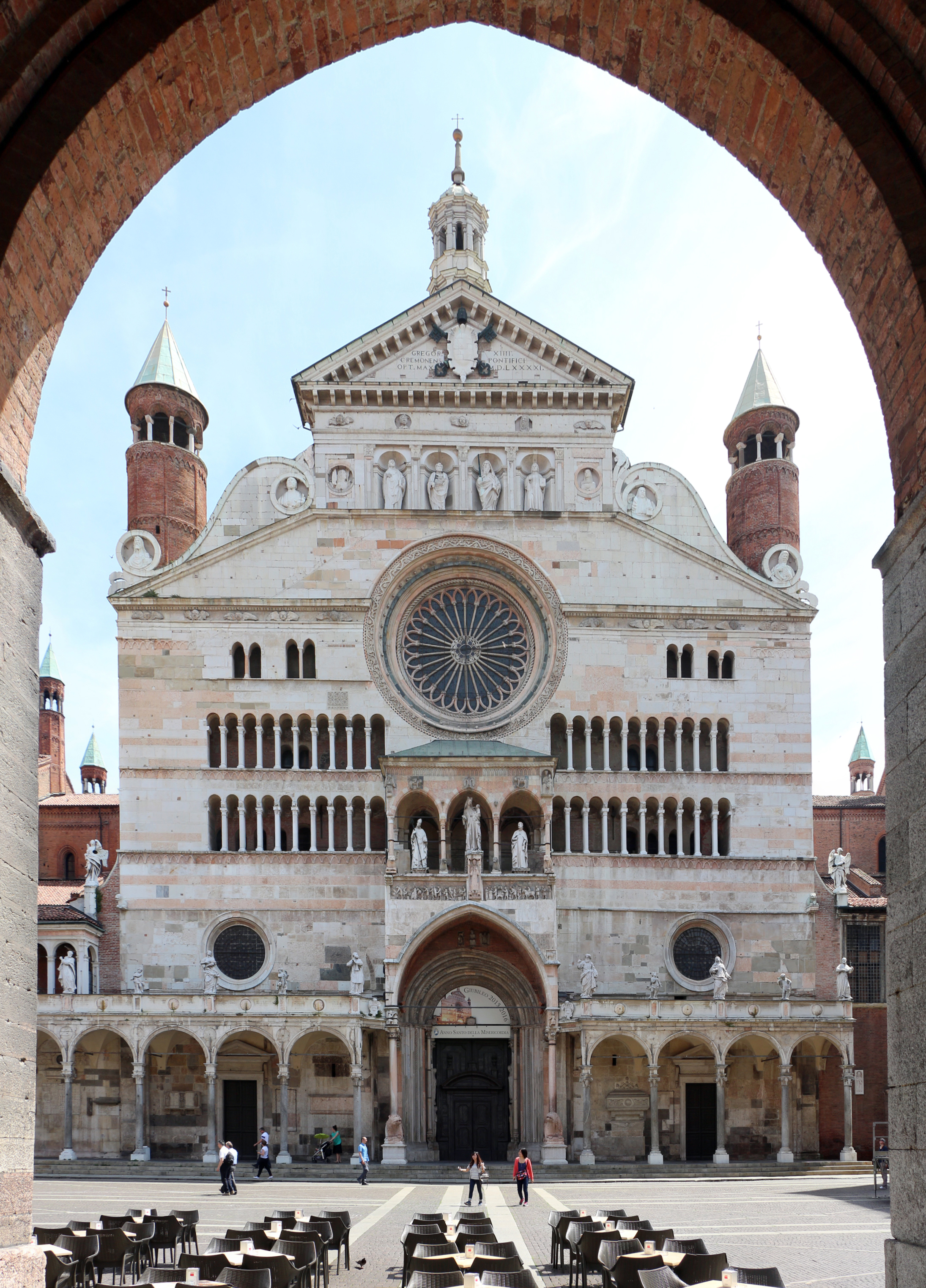
… Cremona,
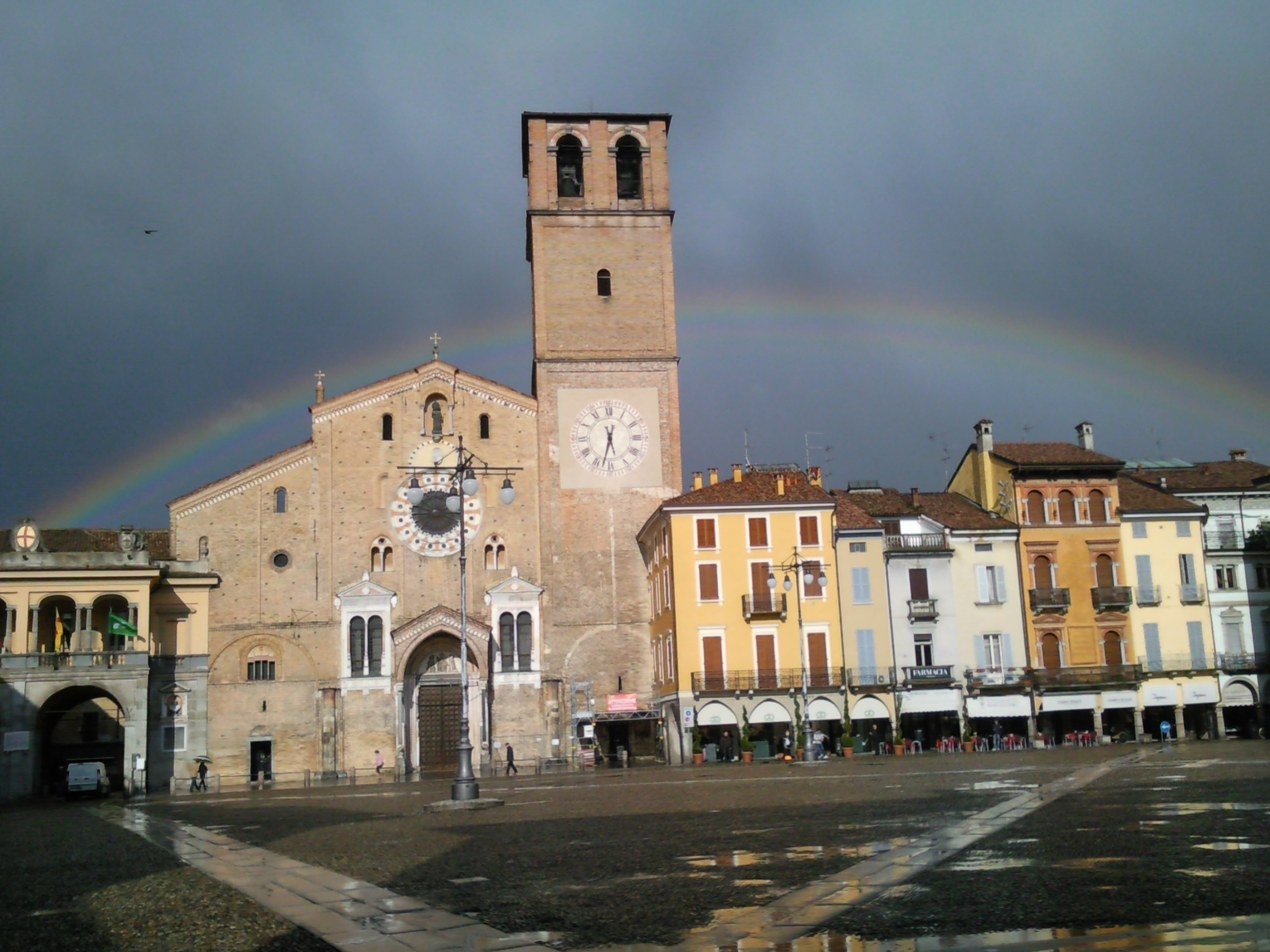
… Lodi,
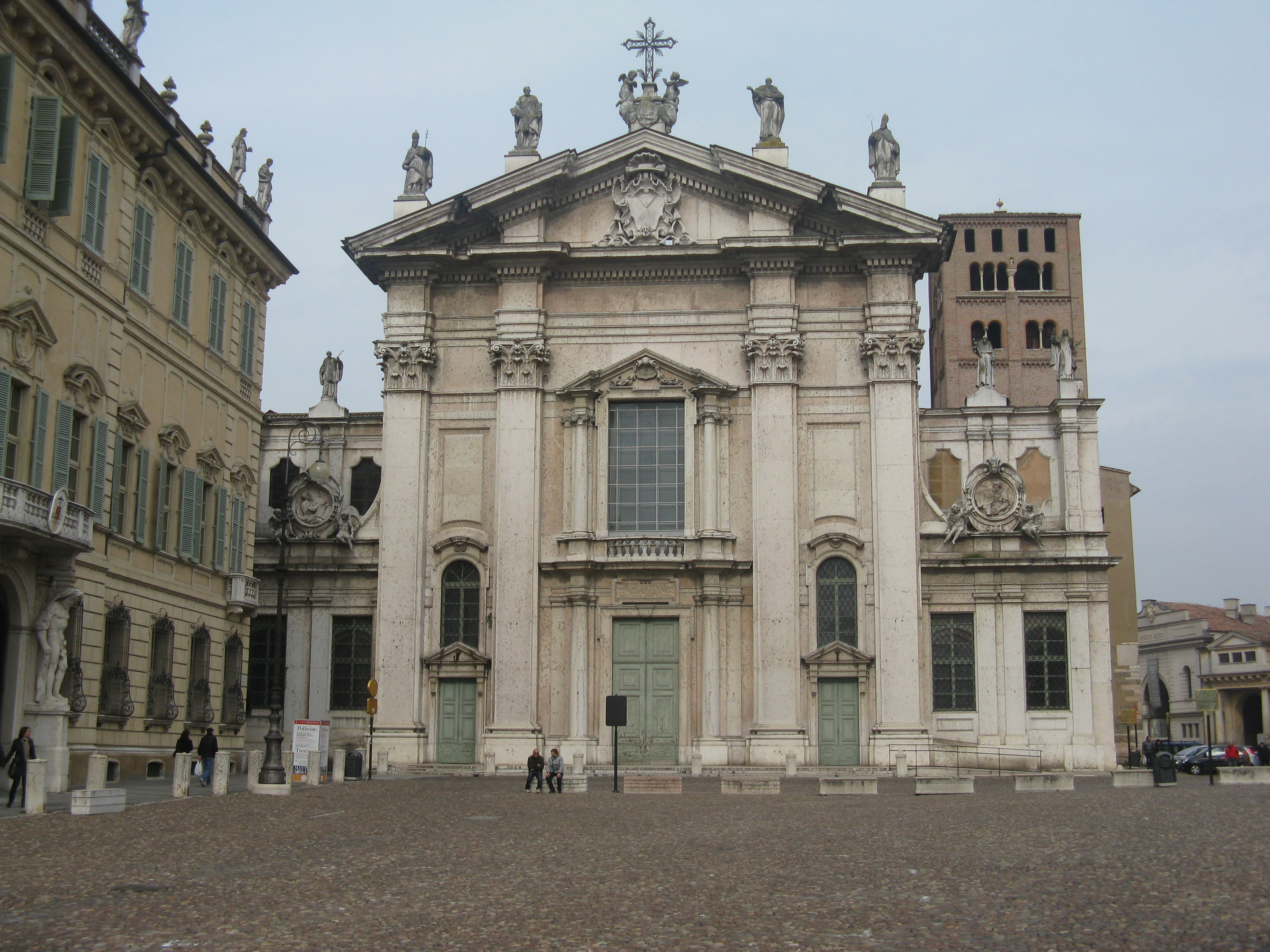
… Mantua,
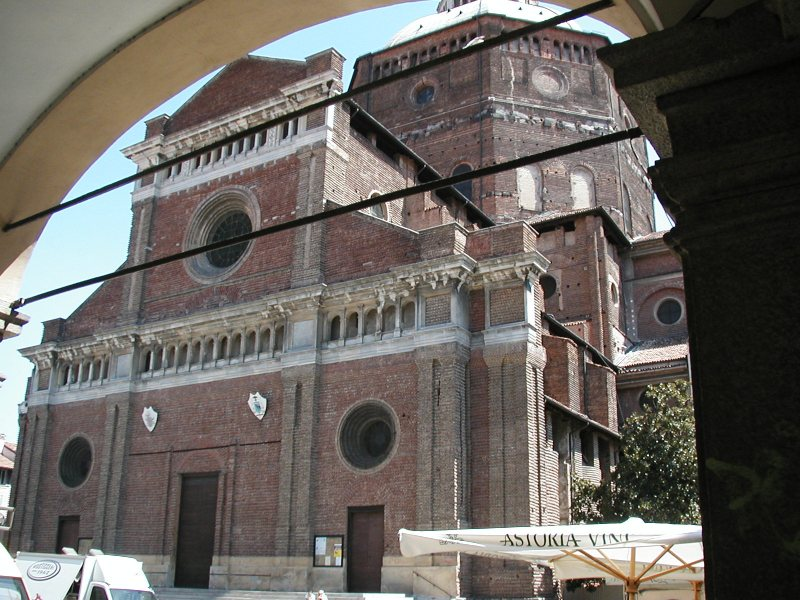
… Pavia
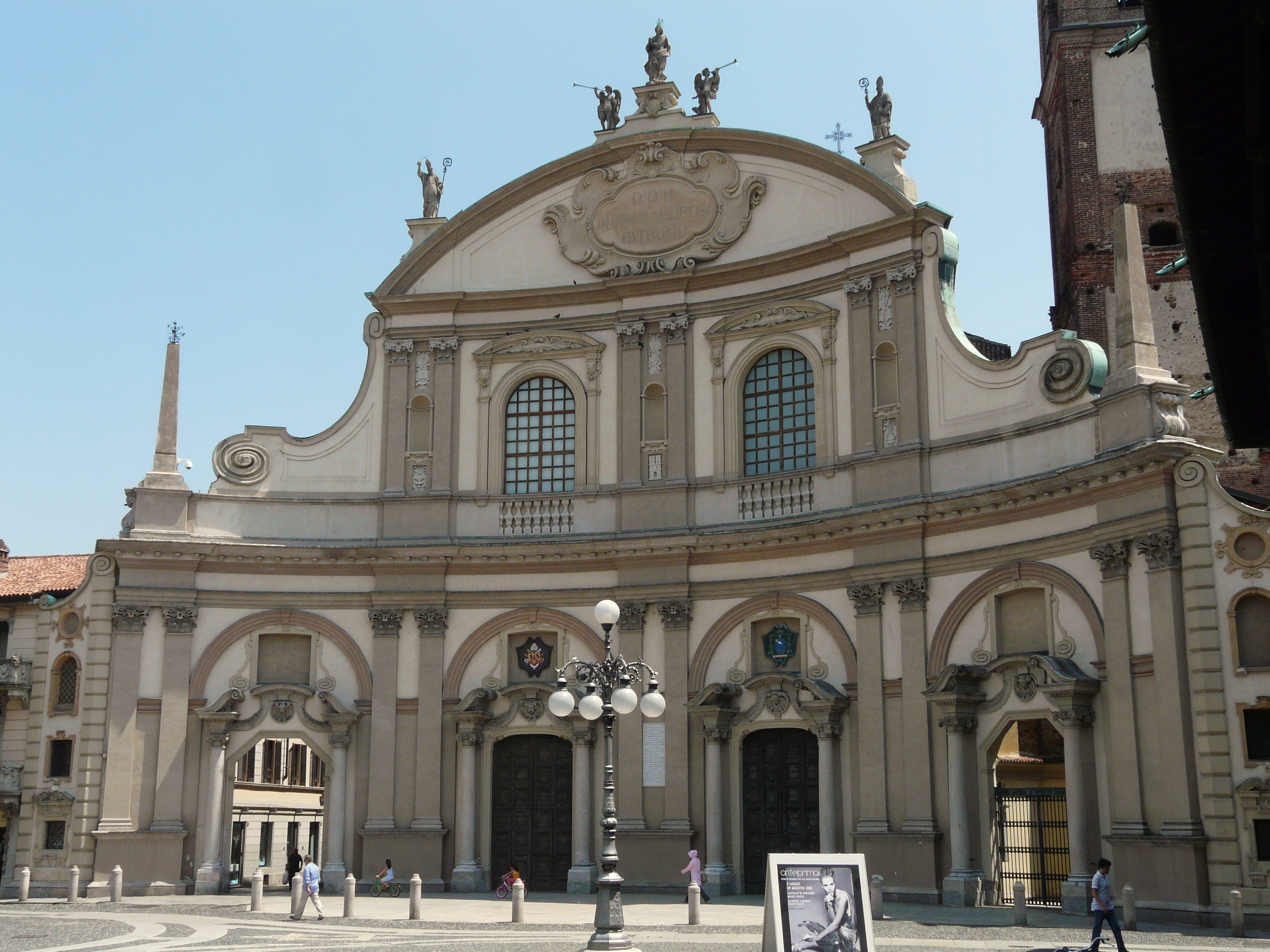
… und Vigevano.